# Liste der Naturdenkmale in Bräunlingen
| Naturdenkmale | Anzahl |
| ------------- | ------ |
| FND           | 1      |
| END           | 0      |
| Gesamt        | 1      |

Die Liste der Naturdenkmale in Bräunlingen nennt die verordneten Naturdenkmale (ND) der im baden-württembergischen Schwarzwald-Baar-Kreis liegenden Stadt Bräunlingen. In Bräunlingen gibt es insgesamt ein als Naturdenkmal geschütztes Objekt, das ein Einzelgebilde-Naturdenkmal (END) ist.
Stand: 31. Oktober 2016.

## Flächenhafte Naturdenkmale (FND)
| Name                     | Bild | Kennung     | Einzelheiten | Position | Fläche Hektar | Datum         |
| ------------------------ | ---- | ----------- | ------------ | -------- | ------------- | ------------- |
| Unteres Brändbachtal     | BW   | 83260060001 | Bräunlingen  | ⊙        | 5,0           | 21. Jan. 1992 |
| Legende für Naturdenkmal |      |             |              |          |               |               |